# Distretto di Kulu Shaw Boe
Il distretto di Kulu Shaw Boe è un distretto della Liberia facente parte della contea di Sinoe.